# 여대생 기숙사 (1983년 영화)
《여대생 기숙사》(영어: The House on Sorority Row, 다른 제목: House of Evil 및 Seven Sisters)는 미국에서 제작된 1982년 슬래셔 영화이다. 연출을 맡은 마크 로스먼의 감독 데뷔작이다. 로스먼은 《디아볼릭》(1955)에서 영감을 얻어 각본을 썼다고 한다. 케이트 맥닐, 아일린 데이비드슨 등이 출연하였고, 존 G. 클라크 등이 제작에 참여하였다.
2009년 리메이크 영화 《여대생 기숙사》(Sorority Row)가 개봉하였다.

## 줄거리
영화는 1961년 슬레이터 부인이 아기를 낳는 장면으로 시작한다.
1981년 현재. 여학생 사교 모임들이 쭉 늘어선 열의 끝자락에 위치한 한 사교 회관에서는 케이티, 비키, 다이앤, 리즈, 지니, 모건, 스티비가 졸업을 자축 중이다. 이때 사감 슬레이터 부인이 나타나 음주 현장을 적발하고 다음 날까지 모두 퇴실하라고 통보한 뒤 본인 방에 돌아와 학생들과 찍었던 과거 기념사진들을 전부 찢어서 불태운다.
반항심이 충만한 비키는 낮에 함께 총을 쏘며 놀던 남자친구를 밤에 몰래 방으로 끌어들여 성관계를 갖는다. 이때 다락방 흔들의자에 앉아있던 슬레이터 부인이 난입해 지팡이로 물침대를 찢어버린다. 슬레이터 부인이 보이는 도를 지나친 행동이나 지팡이 사용 등은 임신 및 출산 과정에서 얻은 뇌 후유증 탓으로 암시된다. 
여학생들은 슬레이터 부인을 놀려주려고 계획을 짜지만 케이티는 너무 간 것 같다며 말린다. 다음 날 이들은 사용되지 않는 수영장 수면 위에 지팡이를 올려놓고 슬레이터 부인을 불러낸다. 비키는 총구를 겨누며 지팡이를 가져오라고 명령한 뒤 겁을 줄 심산으로 공포탄을 발사한다. 화가 난 슬레이터 부인이 지팡이로 비키를 때리자 비키는 반사적으로 실탄을 쏴버린다. 케이티는 911에 신고하려고 하지만 모두가 반대한다. 이들은 계획대로 파티를 연 뒤 시체는 다음 날 처리하기로 잠정 합의하고, 임시로 수영장 안에 시체를 던져넣는다. 
파티가 열리고, 술에 취해 근처 숲길을 거닐던 한 손님을 누군가 슬래이터 부인의 지팡이로 목을 찔러 죽인다. 수영장 조명에 불이 들어오면 시체가 노출될까봐 염려한 스티비는 회로 차단기를 망가뜨리려고 지하실에 내려갔다가 지팡이가 꽂혀 죽는다. 염려대로 곧 누군가 수영장 조명을 켜지만 시체는 없어진 상태. 슬레이터 부인이 어딘가로 떠난 것처럼 위장할 목적에서 모건이 슬레이터 부인 방에 들어가 옷가방을 꾸리던 중 뚜껑문(trapdoor)이 열리면서 다락에서 슬레이터 부인 시체가 떨어지고, 이에 맞은 모건은 정신을 잃는다. 
이들은 즉사하지 않았던 슬레이터 부인이 스스로 다락에 올라간 뒤 사망했다고 추측한다. 비키가 오래된 묘지에 시체를 숨기자고 제안해 다 같이 쓰레기통에 시체를 넣고 옮기기 시작한다. 정신을 되찾은 모건은 홀로 방에 있다가 지팡이에 찍혀 사망하고, 지니는 화장실에서 푸주칼에 목이 날아간다. 시체 은닉에 동참하길 거부한 케이티는 다락에서 어릿광대 인형, 깜짝 장난감 상자(jack-in-the-box)와 같은 장난감과 "사랑한다, 엄마가"라고 써있는 카드, 죽은 지 얼마 안 된 새장 속 새 따위를 발견한다. 밖으로 나온 케이티는 수영장 근처 바닥에서 슬레이터 부인 몸에서 떨어진 질병 표식(medical alert tag)을 줍는다. 거기에 새겨진 번호로 전화를 걸어 의사 벡이 회관으로 찾아오자마자 수영장에서 스티비, 모건, 다이앤의 시체가 발견된다. 묘지로 이동한 두 사람은 비키와 리즈 역시 살해된 것을 확인하고, 승합차 뒤에 실린 슬레이터 부인 시체도 찾는다.
회관으로 돌아오자마자 벡은 케이티에게 강제로 진정제를 주사한다. 벡은 슬레이터 부인이 과거 그가 행한 불법 임신 촉진 치료를 받고 정신에 문제가 있는 기형아 에릭을 낳았으며, 평소 에릭은 치료소에 있으나 여름은 이곳 다락에서 보낸다고 설명한다. 벡은 이제 케이티를 미끼로 써서 에릭을 붙잡을 생각이다. 
그러나 벡은 에릭을 겨냥하려던 진정제를 엉뚱하게도 케이티의 데이트 상대 피터에게 맞춘다. 케이티는 진정제 효과로 환각을 겪는 가운데 2층으로 도망가 비키의 총을 찾는다. 케이티를 설득하려고 벡이 쫓아오지만 에릭이 나타나 벡을 찌르고, 벡은 1층으로 낙상해 숨이 끊긴다. 
다락으로 올라간 케이티는 어릿광대 복장을 한 에릭에게 총을 연속 발사하지만 장착돼있던 총알은 전부 공포탄으로 드러난다. 케이티는 주변에 굴러다니던 인형 하나를 분해해 인형 머리와 몸을 연결하는 핀으로 에릭을 찌르고, 에릭은 열린 뚜껑문을 통해 아래층으로 떨어진다. 
케이티는 에릭이 죽었다고 생각하고 안심하며 정신을 잃는다. 그 순간 잠깐 기절했을 뿐인 에릭이 눈을 뜬다.

## 출연
- 케이트 맥닐 - 캐서린 "케이티" 로즈 역
- 아일린 데이비드슨 - 비키 역
- 재니스 지도 - 리즈 역
- 로빈 멀로이 - 지니 역
- 할리 제인 코잭 - 다이앤 역
- 조디 드레이기 - 모건 역
- 엘런 도셔 - 스티비 역
- 로이스 켈소 헌트 - 도러시 슬레이터 역
- 크리스토퍼 로런스 - 넬슨 벡 의사 역
- 마이클 쿤 - 피터 역
- 마이클 서지오 - 릭 역
- 케니 마이어스 - 살해된 파티 손님 역
- 나나 잉버슨 - 신입생 3 역
- 패티 체임버스 - 사교 모임 회원 2 역
- 에릭 스미스 - 수영장에 있는 남자 1 역
- 바버라 해리스 - 도러시 슬레이터 부인 역 (목소리)
- 마크 로스먼 - 파티에서 피아노를 연주하는 손님 역 (크레디트 미기재)

## 제작
당대에 활동하던 파워 팝 밴드 4 아웃 오브 5 닥터스(4 Out of 5 Doctors)가 파티에 초청된 밴드 역으로 출연하였다.

## 기타 제작진
- 라인 제작: 로버트 메이어
- 공동 제작: 에드 바이어
- 배역: 러네이 에램, 리처드 스티어
- 의상: 수전 퍼레즈 프리처드

## 영향
《스크림 2》(1997)에서 대학교를 배경으로 하는 슬래셔 영화의 예시 중 하나로 언급되었다.

## 참고 문헌
- Harper, Jim (2004). 《Legacy of Blood: A Comprehensive Guide to Slasher Movies》. London, England: Critical Vision. ISBN 978-1-900-48639-2.
- Stine, Scott Aaron (2003). 《The Gorehound's Guide to Splatter Films of the 1980s》. Jefferson, North Carolina: McFarland. ISBN 978-0-786-41532-8.